# Гуарача
Гуара̀ча (исп.: guaracha) е кубинска жива солова песен с хоров рефрен.
Има донякъде сатиричен характер, но без да изостря това до критика или пародия. Произлиза от испанската тонадилия, която в Куба през 18 век се развива в самостоятелен жанр.
През 19 век служи за запълване на антрактите между действията в театрално-драматична постановка, като понякога е придружавана с танци.
В началото на 20 век започва да се оформя като танцова забавна песен.